# Abdallah Gning
Abdallah Gning (29 settembre 1998) è un calciatore senegalese, attaccante del Karviná.

## Carriera
Cresciuto nel settore giovanile dello Stade de Mbour, nel gennaio del 2022 è stato ceduto al Graffin Vlašim, club della seconda divisione ceca. Al termine della stagione è stato acquistato dal Teplice, squadra della prima divisione ceca.

## Statistiche

### Presenze e reti nei club
Statistiche aggiornate al 30 aprile 2023.
| Stagione        | Squadra         | Campionato      | Campionato | Campionato | Coppe nazionali | Coppe nazionali | Coppe nazionali | Coppe continentali | Coppe continentali | Coppe continentali | Altre coppe | Altre coppe | Altre coppe | Totale | Totale |
| Stagione        | Squadra         | Comp            | Pres       | Reti       | Comp            | Pres            | Reti            | Comp               | Pres               | Reti               | Comp        | Pres        | Reti        | Pres   | Reti   |
| --------------- | --------------- | --------------- | ---------- | ---------- | --------------- | --------------- | --------------- | ------------------ | ------------------ | ------------------ | ----------- | ----------- | ----------- | ------ | ------ |
| gen.-giu. 2022  | Graffin Vlašim  | FNL             | 13+1       | 2+0        | CRC             | -               | -               |                    | -                  | -                  |             | -           | -           | 14     | 2      |
| 2022-2023       | Teplice         | 1L              | 28         | 8          | CRC             | 3               | 0               |                    | -                  | -                  |             | -           | -           | 31     | 8      |
| Totale carriera | Totale carriera | Totale carriera | 42         | 10         |                 | 3               | 0               |                    | -                  | -                  |             | -           | -           | 45     | 10     |